# Hiëro II van Syracuse

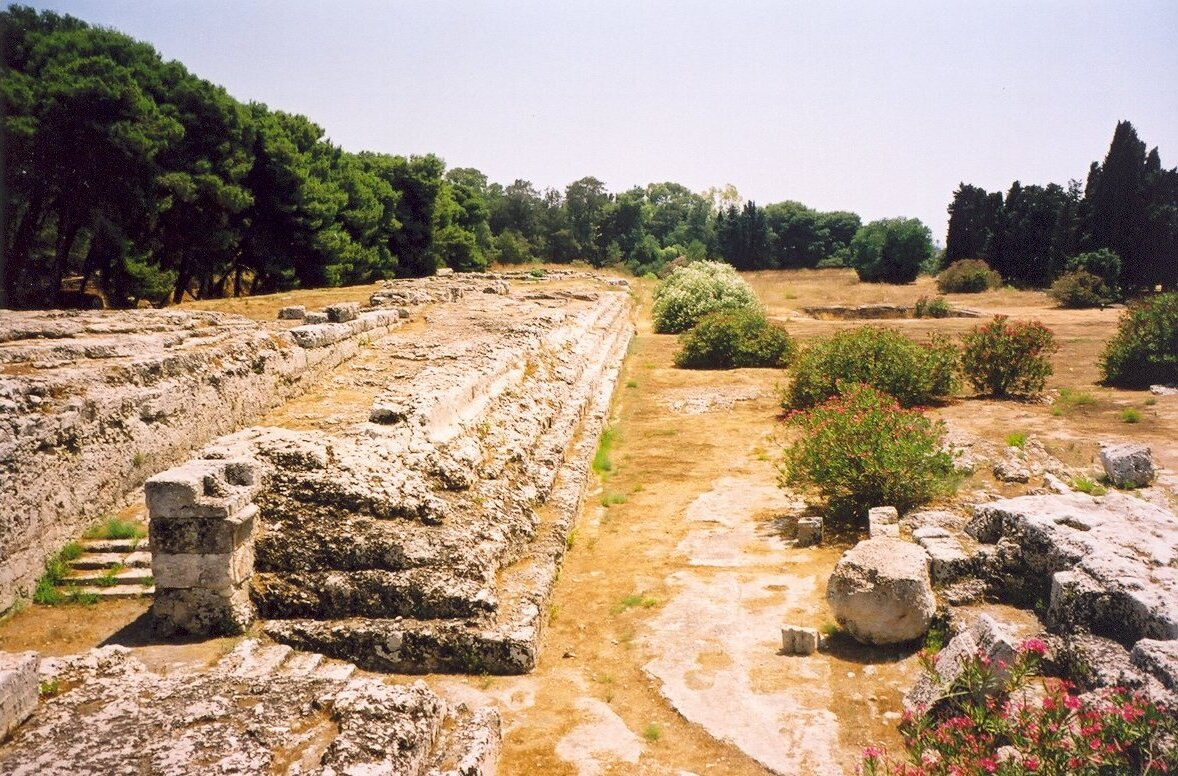
Altaar van Hiëro II in Syracuse

Hiëro(n) II  (Oudgrieks: Ἱέρων) (± 306 – 214 v.Chr.) was tiran van Syracuse, later met de titel van koning.
Hiëro was een afstammeling van Hiëro I. Hij kwam  275 v.Chr. aan de macht en werd, na een roemvolle overwinning op vrijbuitende huursoldaten, 269 v.Chr. tot koning uitgeroepen. In de Eerste Punische Oorlog (264-241 v.Chr.) werd hij, na eerst de Carthaagse zijde te hebben gekozen, een trouw bondgenoot van Rome en bleef dat tot zijn dood in de Tweede Punische Oorlog. Door deze houding wist hij de zelfstandigheid en de neutraliteit van zijn rijk gegarandeerd.
De regering van Hiëro II was voor Syracuse een periode van grote welvaart. Hij bevorderde de landbouw en de handel, en maakte van Sicilië de graanschuur van Italië. Het theater van Syracuse werd door hem herbouwd tot de huidige omvang, en in grote trekken stammen de tot heden bewaard gebleven resten van de stad uit zijn regeringsperiode. Onder zijn bescherming leefde en werkte onder meer Archimedes.
Na Hiëro's dood in 214 v.Chr. verbrak Syracuse het bondgenootschap met Rome en moest hiervoor zwaar boeten. In 212 v.Chr. veroverden de Romeinen de stad, plunderden en vernietigden haar en haalden veel kunstschatten naar Rome. Ook Archimedes behoorde tot de slachtoffers.